# Acalypha microphylla
Acalypha microphylla är en törelväxtart som beskrevs av Johann Friedrich Klotzsch. Acalypha microphylla ingår i släktet akalyfor, och familjen törelväxter.

## Underarter
Arten delas in i följande underarter:
- A. m. interior
- A. m. microphylla